# Jon Kalb

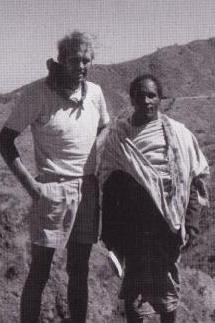
Jon Kalb mit einem Afar-Stammesführer (1973)

Jon Ervin Kalb (* 17. August 1941 in Houston, Texas; † 27. Oktober 2017 in Austin, Texas) war ein US-amerikanischer Geologe und Wissenschaftler am Texas Memorial Museum der University of Texas at Austin. Anfang der 1970er-Jahre erkundete und datierte Kalb große Flächen im Afar-Dreieck in Äthiopien, Studien, die den Paläoanthropologen eine gezielte Suche nach homininen Fossilien ermöglichten und u. a. im November 1974 zur Entdeckung von Lucy führten, dem damals vollständigsten Exemplar von Australopithecus afarensis, sowie ein Jahr darauf zur Bergung der so genannten First Family.

## Laufbahn
Jon Kalb wuchs mit zwei Geschwistern in Houston, Texas, auf, wo er 1959 auch die Ausbildung auf der High School abschloss. Bereits ein Jahr zuvor hatte er den Sommer während eines Praktikums bei der Gulf Interstate Gas Company in New Mexico beim Kartieren assistiert. In den folgenden zehn Jahren arbeitete er in fast jährlich wechselnden geologischen und archäologischen Forschungsprojekten mit. Unter anderem erkundete er vor der Küste von Yucatán ein spanisches Schiffswrack – bei einem Unterwasserunfall wurden seine Trommelfelle zerstört, was ihm letztlich aber den Kriegsdienst in Vietnam ersparte. Zeitweise war er auch Wissenschaftlicher Mitarbeiter in der Abteilung für Paläobiologie des National Museum of Natural History. Nebenher belegte er Undergraduate-Kurse in Geologie, Archäologie und Paläontologie, zunächst in Texas und schließlich an der American University in Washington, D.C., wo er den Bachelor-Grad erwarb. Aufgrund seiner vielfältigen Praxiserfahrungen wurde ihm – trotz des sehr langsamen Grundstudiums – ab 1969 ein Stipendium für den Master-Studiengang in Geologie an der Johns Hopkins University in Baltimore zugesprochen.
Im Anschluss an seinen mehrjährigen Aufenthalt in Äthiopien war Jon Kalb von 1978 bis 2010 als wissenschaftlicher Mitarbeiter des Vertebrate Paleontology Laboratory am Texas Memorial Museum der University of Texas at Austin beschäftigt und zwischen 2003 und 2008 mit der Erforschung des Rio Grande-Rifts in Presidio County (Texas) befasst.
Jon Kalb war seit 1968 mit seiner Frau Judy verheiratet; das Paar hatte zwei Töchter.

## Forschung in Äthiopien

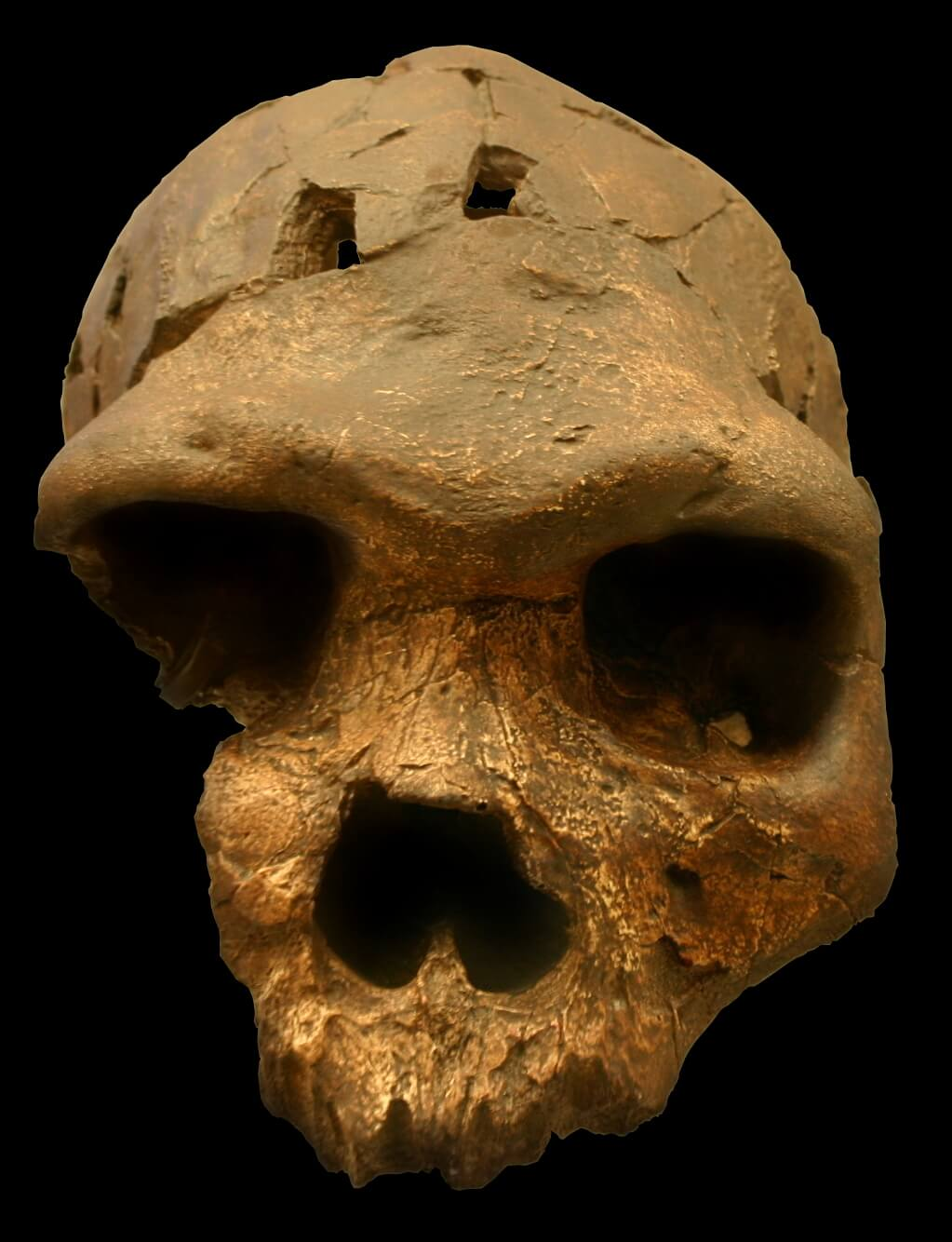
Der Bodo-Schädel

Bereits zu Beginn seines Studiums lernte er Ernst Cloos und durch ihn die Methoden der Feldgeologie kennen, also insbesondere das genaue Bestimmen der Inhalte, Größen und Grenzen geologischer Schichten und deren Dokumentation in Form von geologischen Karten. Vor diesem akademischen Hintergrund wurde im Februar 1970 durch einen Artikel von Haroun Tazieff in der Zeitschrift Scientific American sein Interesse am Afar-Dreieck geweckt. Der französische Vulkanologe, ein früher Anhänger der Plattentektonik, beschrieb darin eine „albtraumhafte Wüstenlandschaft“, in der „ein neuer Ozean im Entstehen“ sei. Es folgten Literaturrecherchen mit dem Ergebnis, dass es bislang keine verlässlichen geologischen Karten der Afar-Region gab, wohl aber ein von US- und französischen Forschern geleitetes, paläoanthropologisches Forschungsprojekt im Gebiet des benachbarten Flusses Omo, genannt Omo Research Expedition. Daraufhin nahm er im Sommer 1970 Kontakt mit dem Leiter der Ethiopian Geological Survey (der obersten geowissenschaftlichen Behörde Äthiopiens) auf und erhielt von diesem eine Lizenz, die ihm das Kartografieren im Afar-Dreieck, im Gebiet des Mittlerer Awash, erlaubte. Kalb besorgte Gelder für seine Expedition und verabredete zudem mit dem Leiter des französischen Beitrags zur Omo Research Expedition, dem Paläontologen Yves Coppens, eine gemeinsame Erforschung des Geländes. Bereits Anfang März 1971 machte er sich dann auf den Weg nach Äthiopien, mietete in Addis Abeba eine Wohnung und holte noch im selben Monat seine Frau und seine erste Tochter nach – die Familie lebte danach bis 1978 in Äthiopien. Erste Exkursionen im Land unternahm er gemeinsam mit Forschern des Geological Survey.
Mit Unterstützung des französischen Geologen der Omo Research Expedition, Maurice Taieb, der bereits seit 1966 für seine Doktorarbeit die geologischen Schichten entlang des Flusses Awash analysierte, beschaffte er von Addis Abeba aus Fahrzeuge, Ausrüstungsgegenstände und lokale Helfer für seine künftigen mehrwöchigen Expeditionen. Im Verlauf der ersten Expedition, im Frühjahr 1972, wurde er u. a. auf die später weltbekannt gewordene Fundstätte Dikika aufmerksam. Im gleichen Jahr lernte Kalb erstmals auch Donald Johanson kennen, der seit 1970 zur US-Gruppe der Omo Research Expedition gehörte. Eine erste wissenschaftliche Publikation über die geologischen Besonderheiten der Afar-Niederung erschien bereits im Jahr 1972, gemeinsam mit Maurice Taieb, Yves Coppens und Donald Johanson.
1974 erhielt Kalb von den äthiopischen Behörden die Erlaubnis, ein weiteres Forschungsareal oberhalb der Awash-Niederung, genannt Mittlerer Awash, zu erschließen. Die von ihm ab Anfang 1975 geleitete Rift Valley Research Mission in Ethiopia (RVRME) war zugleich die erste Kooperation zumeist ausländischer Wissenschaftler mit dem Fachbereich Biologie der Universität Addis Abeba auf dem Gebiet der Wirbeltier-Paläontologie, und Team-Mitglied Tsrha Adefris erwarb später als erster Äthiopier einen Doktorgrad im Fach Paläoanthropologie. Der bekannteste Fund wurde 1976 entdeckt: der 600.000 Jahre alte, sogenannte Bodo-Schädel vom Fundort Bodo D’Ar. In den folgenden Jahren publizierte Jon Kalb – bis 1978 zumeist als alleiniger Autor – ausführliche jährliche Berichte über seine geologischen Forschungsarbeiten, zunächst adressiert an seinen Lizenzgeber, die Ethiopian Geological Survey, später adressiert an die äthiopische Antiquitäten-Behörde und an das äthiopische Ministerium für Kultur. Infolge des Äthiopischen Bürgerkriegs musste Kalb – wie zahlreiche andere Ausländer – auf Anordnung der Behörden das Land im August 1978 verlassen. Zugleich wurden Vorwürfe laut, Kalb habe für die CIA spioniert, was später jedoch offiziell dementiert wurde, so dass er ab 1994 wieder in Äthiopien tätig werden durfte und u. a. an mehreren umfangreichen Fachaufsätzen über fossile Elefanten beteiligt war.

## Schriften (Auswahl)
- Maurice Taieb, Yves Coppens, Donald Johanson, Raymonde Bonnefille und Jon E. Kalb: Découverte d’hominidés dans les series plio-pléistocénes d’Hadar (Bassin de l’Awash; Afar, Ethiopie). In: Comptes rendus des séances de l’Académie des sciences. Serie D, Band 279, 1974, S. 735–738.
- Recent geologic research in Ethiopia. In: Geology. Band 2, Nr. 6, S. 266, doi:10.1130/0091-7613(1974)2<266:RGRIE>2.0.CO;2.
- Glenn C. Conroy, Clifford J. Jolly, Douglas Cramer und Jon E. Kalb: Newly discovered fossil hominid skull from the Afar depression, Ethiopia. In: Nature. Band 276, 1978, S. 67–70, doi:10.1038/276067a0.
- Jon E. Kalb, Craig B. Wood, Charles Smart, Elizabeth B. Oswald, Assefa Mabrete, Sleshi Tebedge und Paul Whitehead: Preliminary geology and paleontology of the Bodo D’ar hominid site, Afar, Ethiopia. In: Palaeogeography, Palaeoclimatology, Palaeoecology. Band 30, 1980. S. 107–120, doi:10.1016/0031-0182(80)90052-8.
- Jon E. Kalb, Margaret Jaegar, Clifford J. Jolly und Berhane Kana: Preliminary geology, paleontology and palaeoecology of a Sangoan site in the Middle Awash Valley, Ethiopia. In: Journal of Archaeological Science. Band 9, Nr. 2, 1982, S. 349–363, doi:10.1016/0305-4403(82)90040-1.
- Jon E. Kalb, Elizabeth B. Oswald, Sleshi Tebedge, Assefa Mebrate, Emmanuel Tola und Dennis Peak: Geology and stratigraphy of Neogene deposits Middle Awash Valley, Afar, Ethiopia. In: Nature. Band 298, 1982, S. 17–25, doi:10.1038/298017a0.
- Jon E. Kalb, Clifford J. Jolly, Assefa Mebrate, Sleshi Tebedge, Charles Smart, Elizabeth B. Oswald, Douglas Cramer, Paul Whitehead, Craig B. Wood, Glen C. Conroy, Tsrha Adefris, Louise Sperling und Berhane Kana: Fossil mammals and artefacts from the Middle Awash Valley, Ethiopia. In: Nature. Band 298, 1982, S. 25–29, doi:10.1038/298025a0.
- Jon E. Kalb und Assefa Mebrate: Fossil elephantoids from the hominid-bearing Awash Group, Middle Awash Valley, Afar Depression, Ethiopia. In: Transactions of the American Philosophical Society. Band 83, Nr. 1, 1993, S. 1–120.
- The Gift. Discovery, Treachery & Revenge. Word Wright International, 2007, ISBN 978-1934335062.
- Hunting Tapir During the Great Flood – And Other Tales of Exploration and High Adventure. Word Wright International, 2011, ISBN 978-1934335567.

## Belege

### Publikationen
- Jon Kalb: Adventures in the Bone Trade. The Race to Discover Human Ancestors in Ethiopia's Afar Depression. Copernicus Books, New York 2001, ISBN 0-387-98742-8.